# La Besseyre-Saint-Mary
La Besseyre-Saint-Mary é uma comuna francesa na região administrativa de Auvérnia-Ródano-Alpes, no departamento de Alto Loire. Estende-se por uma área de 22,29 km². Em 2010 a comuna tinha 99 habitantes (densidade: 4,4 hab./km²).